# Ma Hongbin
Ma Hongbin o Ma Hung-pin (马鸿宾S; Contea di Linxia, 14 settembre 1884 – Lanzhou, 21 ottobre 1960) è stato un politico, generale e signore della guerra cinese musulmano attivo principalmente durante l'era repubblicana e membro importante della cricca Ma. Per un breve periodo fu presidente attivo delle province di Gansu e Ningxia.

## Biografia
Ma Hongbin nacque nel villaggio di Hanchiachi, nella contea di Linxia, nel Gansu nel 1884. Era il figlio di Ma Fulu che morì combattendo contro gli stranieri nella battaglia di Pechino durante la ribellione dei Boxer. Come nipote di Ma Fuxiang, seguì lui e in seguito, dal 1925, Feng Yuxiang, nell'esercito. Divenne generale nel febbraio 1916, promosso dal governo Beiyang dei signori della guerra. Durante una rivolta nel Gansu durante la guerra delle Pianure centrali nel 1930, il generale musulmano Ma Tingxiang fu attaccato da Ma Hongbin che stava prestando servizio presso l'amministrazione di Feng a Ningxia.
Per la sua collaborazione con Chiang Kai-shek, fu nominato comandante della 22ª Divisione della 24ª Armata all'interno dell'Esercito Rivoluzionario Nazionale. Ma fu governatore di Ningxia dal 1921 al 1928 e presidente del governo della stessa provincia nel 1930. Tuttavia Ma perse una lotta per il potere contro suo cugino Ma Hongkui e Chiang Kai-shek sfruttò la situazione a suo vantaggio impedendo la sconfitta totale di Hongbin. Nel 1930 Chiang nominò Ma Hongbin presidente del Consiglio provinciale del Gansu, incarico che mantenne fino al 1931. Il controllo di Hongbin sul Gansu rimase molto limitato poiché la provincia era perlopiù governata dal suo rivale Ma Zhongying. Anche dopo la partenza di Zhongying per l'Unione Sovietica nel luglio 1934, gli eserciti e la popolazione civile del Gansu erano ancora fedeli a lui. Hongbin aiutò Ma Hongkui a combattere l'invasione del Ningxia da parte del signore della guerra Sun Dianying all'inizio del 1934.
I giapponesi pianificarono di invadere Ningxia dal Suiyuan nel 1939 e creare uno stato fantoccio Hui musulmano. Tuttavia l'anno successivo Ma sconfisse i giapponesi, facendo fallire il loro piano. Le truppe musulmane Hui di Hongbin lanciarono ulteriori attacchi contro l'Impero giapponese nella battaglia del Suiyuan occidentale.
Ma divenne il comandante dell'81º Corpo durante la seconda guerra sino-giapponese e la seconda guerra mondiale. Nel 1940, nella battaglia di Wuyuan, Ma guidò l'81º Corpo d'armata contro i giapponesi. Essi furono sconfitti dalle forze musulmane cinesi e Wuyuan fu riconquistata. Durante la guerra, Ma Hongbin continuò le operazioni militari contro i giapponesi e i loro alleati mongoli.
L'esercito di Ma Hongbin era un clan centrato e feudale. Nel suo 81º Corpo, il suo capo di Stato Maggiore era suo cognato, Ma Chiang-liang.
Dopo la guerra, divenne consulente anziano all'interno del quartier generale dell'esercito nordoccidentale. Quando suo cugino Ma Hongkui si dimise dalle sue cariche e fuggì a Formosa (Taiwan), queste posizioni furono trasferite a Hongbin. Nel 1949, durante la guerra civile cinese, quando l'Esercito Popolare di Liberazione si avvicinò al nord-ovest, Hongbin e suo figlio Ma Dunjing passarono allo schieramento comunista insieme all'81º Corpo. Ma fu nominato vicepresidente della provincia del Gansu. Fu anche vicedirettore della Commissione per gli Affari Etnici e membro della Commissione Nazionale di Difesa della Repubblica Popolare Cinese. Morì a Lanzhou nel 1960.

## Famiglia
Il padre di Ma Hongbin era Ma Fulu e suo cugino era Ma Hongkui. Suoi zii erano Ma Fuxiang, Ma Fushou e Ma Fucai. Suo nonno era Ma Qianling.
Il figlio di Hongbin era il generale Ma Dunjing (1906-1972) e tre dei suoi nipoti erano i generali Ma Dunhou, Ma Dunjing (1910-2003) e Ma Dunren.